# Distrikt Cascapara
Der Distrikt Cascapara liegt in der Provinz Yungay in der Region Ancash in West-Peru. Der am 29. November 1915 gegründete Distrikt hat eine Fläche von 137 km². Beim Zensus 2017 wurden 1748 Einwohner gezählt. Im Jahr 1993 lag die Einwohnerzahl bei 1744, im Jahr 2007 bei 2064. Verwaltungssitz ist die auf einer Höhe von 2725 m gelegene Ortschaft Cascapara mit 168 Einwohnern (Stand 2017). Cascapara liegt 10 km südsüdöstlich der Provinzhauptstadt Yungay.

## Geographische Lage
Der Distrikt Cascapara liegt im Südwesten der Provinz Yungay. Er erstreckt sich quer über die Cordillera Negra. Der Südwesten des Distrikts wird vom Río Putaca, rechter Quellfluss des Río Yaután, durchquert und nach Südwesten entwässert. Der nordöstliche Distriktteil liegt östlich der Wasserscheide im Einzugsgebiet des Río Santa.
Der Distrikt Cascapara grenzt im Südwesten an die Distrikte Cochabamba und Distrikt Yaután, im Nordwesten an den Distrikt Quillo, im Norden an die Distrikte Pueblo Libre und Matacoto sowie im Osten und im Süden an den Distrikt Shupluy.